# Xã Baughman, Quận Wayne, Ohio
Xã Baughman (tiếng Anh: Baughman Township) là một xã thuộc quận Wayne, tiểu bang Ohio, Hoa Kỳ. Năm 2010, dân số của xã này là 4.536 người.